# Le Serment des ancêtres
Le Serment des ancêtres est un tableau de 1822 de l'artiste français Guillaume Guillon Lethière, né en Guadeloupe d'un père officiel colonial français et d'une mère esclave africaine.

## Sujet et description
Le tableau représente la rencontre au sommet entre le leader de Saint-Domingue, Alexandre Pétion, et le général Jean-Jacques Dessalines (futur Jacques Ier empereur d'Haïti), lieutenant de Toussaint Louverture. C'est là que les deux leaders révolutionnaires conclurent un pacte décisif pour vaincre les forces coloniales françaises et obtenir l'indépendance. Le tableau montre deux moments historiques : l’alliance entre Pétion et Dessalines en octobre 1802 et la proclamation de la constitution impériale d’Haïti, le 20 mai 1805 (les articles 1 et 28 figurent sur la stèle).

## Historique
Considéré comme un trésor national, il a été peint en hommage et offert au peuple haïtien. L'œuvre est considérée non seulement comme son cadeau à la nation naissante d'Haïti mais aussi comme un témoignage du dévouement de Guillon-Lethière à leur révolution contre l'esclavage. Le tableau a été perdu pendant un certain temps, mais a été redécouvert en 1991 dans la cathédrale de Notre-Dame de l'Assomption à Port-au-Prince. En 1998, il a été renvoyé en France pour être restauré, puis présenté au Louvre avant de faire le voyage de retour en Haïti. Après son retour en Haïti, il a été exposé dans le palais présidentiel, qui a été en grande partie détruit par le tremblement de terre dévastateur de 2010, tout comme la cathédrale susmentionnée. Il a alors été signalé que le châssis du tableau était détruit et que la toile était déchirée mais pouvait être réparée. Il a ensuite été confié au Centre de recherche et de restauration des musées de France pour être réhabilité, mais cette fois en restant en Haïti. C’est un des rares tableaux à inscrire le nom de Dieu via le tetragramme — comme également l’adoration du nom de Dieu de Goya. 
C'est le seul tableau où Guillon-Lethière a ajouté « né à la Guadeloupe » à sa signature,.